# Hermann Grassmann
Hermann Günther Grassmann (Estetino, 15 de abril de 1809 — Estetino, 26 de setembro de 1877) foi um polímata alemão, renomado em sua época como linguista e atualmente admirado como matemático. Também foi um físico, neo-humanista, "all-round scholar" e editor.

## Biografia
Hermann Grassmann nasceu em Estetino, em 15 de abril de 1809. Era o terceiro dos doze filhos de Justus Günter Grassmann e Johanne Luise Friederike Medenwald. Sua mãe era filha de um pastor de Klein-Schönfeld. Seu pai havia também se consagrado pastor, mas conseguiu o posto de professor de matemática e física no Instituto de Estetino e foi um acadêmico notável, autor de vários livros de texto escolar de Física e Matemática, além de realizar importantes investigações no campo da cristalografia. Outro irmão de Hermann, Robert, também se dedicou à matemática e ambos trabalharam juntos em muitos projetos.
Durante sua juventude, Hermann foi educado pela mãe, mulher de uma vasta cultura. Logo foi para uma escola particular, antes de ingressar no Instituto de Estetino, no qual o pai dava aulas. A maioria dos matemáticos despontam diante de seus professores desde muito jovens, contudo, e apesar de ter extraordinárias oportunidades ao pertencer a uma família inclinada à educação, Hermann não se destacou de modo especial em seus anos de estudos secundários, ao ponto de seu pai pensar que o filho deveria se dedicar a algum trabalho manual, como o de jardineiro ou artesão.
Hermann apreciava a música e aprendeu a tocar piano, ao mesmo tempo que prosseguia com os estudos, nos quais pouco a pouco ia melhorando e nos exames finais dos estudos secundários, com 18 anos; terminou como o segundo da classe. Após demonstrar competência acadêmica no fim de seus estudos, Hermann decidiu estudar teologia e em 1827 foi para Berlim junto com o irmão mais velho para estudar na Universidade da cidade. Realizou estudos de teologia, línguas clássicas, filosofia e literatura; e aparentemente não frequentou classes de matemática ou física.
Apesar de parecer evidente que Hermann não teve formação universitária formal alguma em matemática, esta era a matéria que mais lhe interessava quando voltou a Estetino, no outono de 1830; após ter completado os estudos universitários de Berlim. Evidentemente, a influência do pai neste caminho foi muito importante, e pode ter chegado a ser professor de matemática, mas já havia se decidido a realizar investigações matemáticas por sua conta. Depois de passar um ano investigando matemática e preparando a análise para o professor do instituo, Hermann foi para Berlim em dezembro de 1831, para apresentar-se nos exames. Parece que seus estudos escritos não foram bem valorizados, posto que os examinadores lhe deram o título para ensinar somente nos primeiros níveis do secundário. Disseram que antes de poder ensinar nos níveis superiores deveria voltar a ser examinado e demonstrar maiores conhecimentos nos temas pelos quais tinha concursado. Na primavera de 1832, obteve o posto de professor ajudante no Instituto de Estetino.
Foi nesta época que realizou seus dois primeiros descobrimentos matemáticos significativos, que estavam destinados a levá-lo às importantes ideias que desenvolveria anos depois. Na premissa de seu Die Lineale Ausdehnungslehre, ein neuer Zweig der Mathematik (Teoria da extensão linear, um novo ramo da matemática - 1844), Grassmann descreve como foi chegando à estas ideias já em volta de 1832.
Em 1834, Grassmann começou a dar classes de matemática na Gewerbeschule de Berlim. Um ano mais tarde voltou à Estetino para dar aulas de matemática, física, língua alemã, latim e religião em um novo centro educacional, o Otto Schule. Esta grande variedade de matérias para passar é prova de que ele estava habilitado somente para dar aulas nas escolas em níveis mais baixos. Nos quatro anos seguintes, Grassmann passou nos exames que lhe permitiram dar aulas de matemática, física, química e mineralogia em todos os níveis dos centros de educação secundária. 
Grassmann se sentia em parte frustrado pelo fato de ter que dar aulas somente em níveis secundários, apesar de ser capaz de elaborar uma matemática inovadora. Em 1847 passa a ser "Oberlehrer". Em 1852 foi lhe designado o posto que anteriormente havia desempenhado seu pai no Instituto de Estetino, e obteve desse modo o título de professor. Em 1847 solicitou ao ministro prussiano da Educação ser levado em conta para o desempenho de um posto de professor universitário, e o ministro pediu a opinião de Ernst Eduard Kummer sobre Grassmann. Kummer respondeu dizendo que o ensaio de Grassmann, que tinha sido premiado em 1846, tinha "(...) bom material expresso de modo inadequado". Esta resposta acabou com a esperança de Grassmann de chegar a obter o posto de professor universitário. Este episódio confirma o fato de que as autoridades com as quais Grassmann teve contato nunca reconheceram a importância real de suas ideias.
Durante os distúrbios políticos ocorridos em 1848 - 1849, Hermann e Robert Grassmann editaram um jornal em Estetino para apoiar a unificação Alemã no quadro da monarquia constitucional. Depois de escrever uma série de artigos sobre leis constitucionais, Hermann, cada vez menos de acordo com a tendência política do jornal.
Grassmann teve onze filhos, dois quais sete chegaram à fase adulta. Um de seus filhos, Hermann Ernst Grassmann, chegou a ser professor de matemática na Universidade de Gießen.

## Matemático
Entre os muitos temas que Grassmann abordou está seu ensaio sobre a teoria das marés. O elaborou em 1840, tomando como base a teoria da Méchanique analytique de Lagrange e da Méchanique céleste de Laplace, mas expondo estas teorias por métodos vetoriais, nos quais trabalhava desde 1832. Este ensaio, publicado primeiro nos Collected Works de 1894-1911, contém a primeira demonstração do que hoje se conhece como álgebra linear e a noção de espaço vetorial. Grassmann desenvolveu estes métodos em Die Lineale Ausdehnungslehre, ein neuer Zweig der Mathematik e Die Ausdehnungslehre: Vollständig und in strenger Form bearbeitet.
Em 1844, Grassmann publica sua obra-prima, Die Lineale Ausdehnungslehre, ein neuer Zweig der Mathematik, mais conhecido como Ausdehnungslehre, que pode ser traduzido como "teoria da extensão" ou "teoria das magnitudes extensivas". Depois de propor em Ausdehnungslehre novas bases para toda a matemática, o trabalho começa com definições de natureza bem mais filosófica. Grassmann também demonstrou que se a geometria tivesse se expressado de forma algébrica como ele propunha, o número três não desempenharia o papel privilegiado que tem como número que expressa as dimensões espaciais, de fato, o número de possíveis dimensões de interesse para a geometria é ilimitado.
Fearnley-Sander (1979) descreve a criação da álgebra linear de Grassmann deste modo:
| “ | A definição de espaço linear (...) se reconhece claramente por volta de 1920, quando Hermann Weyl e outros publicaram a definição formal. Na realidade, dita definição havia sido formulada trinta anos antes por Giuseppe Peano, que havia estudado a fundo o trabalho matemático de Grassmann. Grassmann não formulou uma definição formal - não existia então uma linguagem adequada - mas não havia dúvida de que o conceito estava claro." | ” |

| “ | Começando com uma coleção de "unidades" e1, e2, e3, ..., ele, efetivamente, definiu o espaço linear livre que geravam, em outros termos, considera a combinação linear formal a1e1 + a2e2 + a3e3 + ... onde aj são números reais, define a soma e a multiplicação de números reais (no modo que se usa atualmente) e demonstra formalmente as propriedades de espaço linear destas propriedades. (...) Desenvolve a teoria da independência linear de modo extraordinariamente similar à apresentação que podemos encontrar nos textos modernos de álgebra linear. Define a noção de subespaço, independência, longitude, span, dimensão, união e interseção de subespaços, e projeção dos elementos nos subespaços." | ” |

| “ | ...poucos estiveram tão perto como Hermann Grassmann de criar, trabalhando sozinho, uma nova disciplina. | ” |

Desenvolvendo uma ideia de seu pai, Grassmann definiu também em Ausdehnungslehre o "produto exterior", chamado também "produto combinatório" (em alemão:  ußeres Produkt o kombinatorisches Produkt), a operação chave na álgebra que hoje se conhece como "álgebra externa". (Convém não esquecer que nos tempos de Grassmann a única teoria axiomática disponível era a geometria euclidiana, e que a noção de geral de álgebra abstrata ainda não havia sido definida) Em 1878, William Kingdon Clifford uniu a álgebra externa com os quaterniões de William Rowan Hamilton, substituindo a regra de Grassmann epep = 0 por epep = 1.
O Ausdehnungslehre foi um texto revolucionário, muito avançado em sua época como para poder ser apreciado. Grassmann o expôs como teste doutoral, mas August Ferdinand Möbius não se considerou capaz de avaliá-lo e a enviou para Ernst Kummer, que o rechaçou sem ter realizado uma leitura atenta. Nos 10 anos seguintes, Grassmann escreveu uma série de trabalhos aplicando sua teoria da extensão, incluindo a Neue Theorie der Elektrodynamik de 1845, e diversos trabalhos sobre curvas e superfícies algébricas.
Em 1846, Möbius convidou Grassmann para uma competição para resolver um problema originalmente proposta por Gottfried Leibniz ; idealizar um cálculo geométrico privado de coordenadas e propriedades métricas. Geometrische Analyse geknüpft an die von Leibniz erfundene geometrische Charakteristik de Grassmann, foi a ideia vencedora. Mas é preciso dizer que o resultado de Grassmann foi o único apresentado. De qualquer maneira, Möbius, que era um dos membros do júri, criticou o modo pelo qual Grassmann introduziu a noção abstrata sem proporcionar ao leitor intuição alguma sobre a validade destas noções.
Em 1853, Grassmann publicou uma teoria sobre o modo em que se misturam as cores, esta e suas três leis das cores seguem sendo ensinadas atualmente. O trabalho de Grassmann caía em contradição em relação ao de Helmholtz. Grassmann escreveu também sobre cristalografia, eletromagnetismo e mecânica.
Em 1861, Grassmann expôs a primeira fórmula axiomática da aritmética, usando amplamente o princípio de indução. Giuseppe Peano e seus seguidores citaram amplamente este trabalho a partir de 1890.
Em 1862, Grassmann, tratando de conseguir o reconhecimento de sua teoria da extensão, publicou a segunda edição da Ausdehnungslehre, amplamente reescrita, e com a exposição definitiva de sua álgebra linear. O resultado, Die Ausdehnungslehre: Vollständig und in strenger Form bearbeitet, que se conhece como "Ensino da dilatação"; não foi melhor considerada que a edição original, apesar de que o método de exposição desta segunda versão de Ausdehnungslehre se antecipa ao que têm os livros de texto no século XX.
O único matemático que valorizou na medida certa as ideias de Grassmann enquanto este era vivo foi Hermann Hankel. Na obra Theorie der complexen Zahlensysteme (1867), ajudou a que se conhecessem melhor as ideias de Grassmann. Estre trabalho:
| “ | "...desenvolveu uma parte da álgebra de Hermann Grassmann e dos quaterniões de Hamilton. Hankel foi o primeiro que reconheceu a importância dos textos de Grassman, que tinham sido menosprezados durante muito tempo..." (introdução de Hankel no Dictionary of Scientific Biography. New York: 1970-1990) | ” |

Foi demorada a adoção dos métodos matemáticos de Grassmann, mas influenciaram diretamente Felix Klein e Elie Cartan. A primeira monografia de Alfred North Whitehead, Universal Algebra de 1898, incluía a primeira exposição sistemática em inglês da teoria da extensão e da álgebra exterior. A teoria da extensão foi aplicada ao estudo das formas diferenciais e nas aplicações das ditas formas. A geometria diferencial usa a álgebra exterior. 

## Linguista
Contrariado por sua incapacidade de conseguir ser reconhecido como matemático, Grassmann se dedicou à linguística histórica. Escreveu livros de gramática alemã, elaborou catálogos de canções populares e estudou sânscrito. Seu dicionário e sua tradução do Rig Veda (que segue sendo publicado até hoje) tiveram um grande reconhecimento entre os filólogos. Formulou uma lei relativa aos fonemas das línguas indo-européias, conhecida hoje como "lei de Grassmann" em sua homenagem. Também elaborou um Dicionário sobre o Rig Veda (Wörterbuch zum Rigveda 1873-1875). Suas qualidades filológicas foram reconhecidas enquanto vivia; foi admitido na American Oriental Society e em 1876 foi nomeado honoris causa pela Universidade de Tubinga.